# عرض كلونديك بيج إنك لاند الترويجي
عرض كلونديك بيج إنك لاند الترويجي (بالإنجليزية: Klondike Big Inch Land Promotion)  كان عبارة عن عرض ترويج تسويقي تديره شركة كويكار أوتس (Quaker Oats Company) في عام 1955 وقام بابتكاره بروس بيكر، وهو مدير إعلانات تنفيذي في شيكاغو.

## استهلال
اشترت شركة كويكار أوتس 19.11 فدان أراضي في إقليم يوكون الموجود في كندا بسعر 1000 دولار، وقامت بطباعة ما يصل إلى 21 مليون سند مخصصة لبوصة مربعة واحدة من الأرض. وبناءً على نصيحة أحد المحامين، قامت الشركة بإعداد ونقل ملكية الأرض إلى شركة كلونديك بيج إنك لاند (Klondike Big Inch Land) الكبرى حتى تجعل تلك الشركة هي المالك المسجل والمدير المتحكم في السندات.
وبدءًا من يناير 1955، قامت 93 صحيفة عبر الولايات المتحدة بنشر إعلانات تقول: «احصل على سند حقيقي لبوصة مربعة واحدة من أرض يوكون، أرض الذروة الذهبية للبلاد» و«وسوف تمتلك فعليًا بوصة مربعة واحدة من أرض يوكون». وتم ربط العرض الترويجي بالبرنامج الإذاعي المعروف باسم ضابط يوكون بريستون (Sergeant Preston of the Yukon)، والذي كانت ترعاه شركة كويكار أوتس في ذلك الوقت.

## الحصول على السندات
وجه الإعلان الترويجي الناس إلى إرسال نموذج بالبريد مرفق معه الجزء العلوي من عبوة أحد منتجات شركة كويكار؛ إما Quaker Puffed Wheat أو Quaker Puffed Rice أو Muffets Shredded Wheat إلى شركة كويكار أوتس. في المقابل، كان يتم إرسال سند بقيمة 5×8 بوصة يخص بوصة واحدة مربعة من الأرض في كلوندياك. وفي فبراير 1955، تم منع شركة كويكار أوتس من التجارة في السندات مقابل حصولها على الجزء العلوي من عبوات المنتجات من قِبل سلطات قسم الأوراق المالية بأوهايو، حتى تلقت الشركة ترخيصًا رسميًا من الدولة يتضمن تصريحًا «ببيع» أرض أجنبية. وبهدف الالتفاف على ذلك الأمر القضائي والتملص منه، توقفت الشركة عن عرض المقايضة الأول وطرحت بدلًا منه عرضًا آخر يتضمن وضع سند واحد في كل عبوة من عبوات الحبوب المنتجَة.
ولكن بما أن هذه السندات لم تكن مسجلة بالفعل، فإن الوثائق والمستندات لم تكن ملزمة قانونيًا على الإطلاق، كما أن مالكي تلك السندات لم يكونوا ملاكًا فعليين لأي أرض أبدًا. كما استثنى السند دخول حقوق الملكية المعدنية ضمن نطاق حيازة الملكية.

## فيما بعد
بسبب 37.20 دولارًا أمريكيًا ضمن الضرائب المتأخرة، استردت الحكومة الكندية ملكية الأرض مرة أخرى عام 1965، وتم حل شركة كلونديك بيج إنك لاند الكبرى في عام 1966. وتلك الأرض الآن هي جزء من ملعب الجولف الخاص بمدينة داوسون.
حتى يومنا هذا، يتلقى المسؤولون في يوكون خطابات ومكالمات هاتفية بشأن السندات. وتحتوي دائرة الأراضي في يوكون في الوقت الراهن على مجلد ملفات بسمك 18 بوصة من المراسلات المتعلقة بذلك العرض الترويجي.

## وصلات خارجية
- Picture of original advertisment, from Seattle Times on the Yukon Government Website